# Alloscirtetica mielkei
Alloscirtetica mielkei är en biart som beskrevs av Urban 1977. Alloscirtetica mielkei ingår i släktet Alloscirtetica och familjen långtungebin. Inga underarter finns listade i Catalogue of Life.